# Ocotea strigosa
Ocotea strigosa är en lagerväxtart som beskrevs av H. van der Werff. Ocotea strigosa ingår i släktet Ocotea och familjen lagerväxter. Inga underarter finns listade i Catalogue of Life.